# Палітра Ле Корбюзьє
Палітра Ле Корбюзьє (фр. Polychromie Architecturale Le Corbusier) — це система кольорів, створена швейцарсько-французьким архітектором Ле Корбюзьє у 1931 і 1959 роках для використання в архітектурі та дизайні інтер'єрів. Ця палітра включає 63 ретельно підібраних кольори, які базуються на принципах сприйняття простору, світла та гармонії.

## Історія створення
Ле Корбюзьє приділяв значну увагу кольору в архітектурі та його впливу на людське сприйняття. Він вважав, що колір здатний формувати простір, створюючи глибину, світлові ефекти та емоційні стани. Ле Корбюзьє вважав, що колір відіграє важливу роль у викликанні емоцій та створенні просторових ілюзій. Його теорія кольору була описана в його праці «Clavier de couleurs», опублікованій у 1931 році. У ній він представив свою концепцію та ретельно підібрану палітру з 43 кольорів, призначених для використання у конкретних архітектурних контекстах, а в 1959 році доповнив її 20 новими відтінками, довівши загальну кількість кольорів до 63.

## Структура палітри
Палітра Ле Корбюзьє базується на принципах гармонійного поєднання кольорів та їхнього впливу на сприйняття простору.

### Палітра 1931 року
Перша версія палітри складалася з 43 кольорів, згрупованих за функціональним призначенням:
- Нейтральні та природні відтінки — сірі, бежеві, піщані кольори, що створюють спокійний фон.
- Землистi кольори — охра, теракотовий, коричневий, наближені до природних матеріалів.
- Яскраві акцентні кольори — насичені червоні, сині, зелені відтінки, що використовуються для створення динаміки.

### Палітра 1959 року
Друга версія була розширена до 63 кольорів. Нові відтінки включали:
- Глибокі та насичені кольори — темно-синій, бордовий, насичений зелений.
- Відтінки, що підсилюють світлові ефекти — яскравіші варіації жовтого та оранжевого.
- Додаткові сірі та пастельні кольори для архітектурних рішень.[2]

## Принципи використання
Ле Корбюзьє розробив три основні принципи використання своєї колірної палітри:
1. Створення атмосфери — вибір кольору має відповідати функціоналу простору (наприклад, спокійні тони для відпочинку, активні для роботи).
2. Гармонія та контрасти — нейтральні кольори поєднуються з яскравими акцентами.
3. Оптичні ефекти — світлі кольори розширюють простір, а темні створюють глибину та акцентують увагу.[2]

## Вплив на архітектуру
Палітра Ле Корбюзьє знайшла широке застосування в архітектурі та дизайні інтер'єрів. Вона використовувалася в проєктах "Unité d’Habitation", "Вілла Савой" та інших знакових спорудах. Архітектори та дизайнери продовжують застосовувати його колірні схеми завдяки їх універсальності та естетичній виразності.

## Сучасне застосування
Сьогодні палітра Ле Корбюзьє залишається актуальною. Компанія "Les Couleurs Le Corbusier" виробляє фарби та оздоблювальні матеріали, що відповідають оригінальним колірним рішенням архітектора. Ці кольори активно використовуються у сучасних проєктах для житлових і комерційних будівель.